# Red Squirrel Lake
Red Squirrel Lake är en sjö i Kanada.   Den ligger i Nipissing District och provinsen Ontario, i den sydöstra delen av landet, 400 km nordväst om huvudstaden Ottawa. Red Squirrel Lake ligger 308 meter över havet. Arean är 4,1 kvadratkilometer. Den sträcker sig 5,0 kilometer i nord-sydlig riktning, och 2,9 kilometer i öst-västlig riktning.
I omgivningarna runt Red Squirrel Lake växer i huvudsak blandskog. Trakten runt Red Squirrel Lake är nära nog obefolkad, med mindre än två invånare per kvadratkilometer.